# Heurelho Gomes
Heurelho da Silva Gomes (1981. február 15. João Pinheiro, Brazília) brazil válogatott labdarúgó, 2014 óta a Watford kapusa. Korábban négy évig a PSV Eindhovennél játszott, itt tett szert az ismertségre.

## Pályafutása

### Tottenham Hotspur

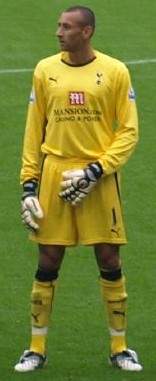
Gomes a Tottenham mezében a Chelsea ellen.

Gomes 2008. június 27-én igazolt az angol Tottenham Hotspurhöz kb. 7,8 millió fontért. A Spurs színeiben egy szezon előtti barátságos mérkőzésen debütált 2008. július 19-én a spanyol harmadosztályú CD Dénia ellen; a találkozót a Tottenham nyerte 4–2-re. Hazai pályán 2008. augusztus 10-én játszotta első mérkőzését az AS Roma ellen, amin nem kapott gólt, csapata 5–0-ra nyert. Ez volt az utolsó felkészülési mérkőzés a 2008–2009-es Premiership szezon előtt.
Gomes bemutatkozása a Premier League-ben nem alakult a legjobban: az első két mérkőzést 2–1-re veszítették el a Middlesbrough illetve a Sunderland ellen, azonban Gomes nagyban hozzájárult ahhoz, hogy megszerezzék első pontjukat a szezonban a Chelsea FC ellen a Stamford Bridge-en.
Rossz bajnoki kezdése után a West Ham United ellen kiválóan teljesített a kapuban, két jelentős lövést is hárított, így az eredmény 2–0 lett a Tottenham javára.
Remekül védett a bajnok Manchester United ellen is, két nagyszerű védést is bemutatott Pak Csiszong és Ryan Giggs lövéseinél. A mérkőzés végül 0–0 lett.

## Statisztika
| Szezon  | Klub              | Ország | Bajnokság             | Mérkőzések | Gólok |
| ------- | ----------------- | ------ | --------------------- | ---------- | ----- |
| 2002    | Cruzeiro          | BRA    | Campeonato Brasileiro | 14         | 0     |
| 2003    | Cruzeiro          | BRA    | Campeonato Brasileiro | 40         | 0     |
| 2004    | Cruzeiro          | BRA    | Campeonato Brasileiro | 5          | 0     |
| 2004–05 | PSV               | NED    | Eredivisie            | 30         | 0     |
| 2005–06 | PSV               | NED    | Eredivisie            | 32         | 0     |
| 2006–07 | PSV               | NED    | Eredivisie            | 32         | 0     |
| 2007–08 | PSV               | NED    | Eredivisie            | 34         | 0     |
| 2008–09 | Tottenham Hotspur | ENG    | Premier League        | 21         | 0     |
|         |                   |        | Összesen              | 208        | 0     |

- Az összes bajnoki és kupamérkőzést tartalmazza.

## Külső hivatkozások
- Heurelho Gomes pályafutásának statisztikái a Soccerbase oldalon (angolul)

- Hivatalos honlap